# Marianne Hirsch

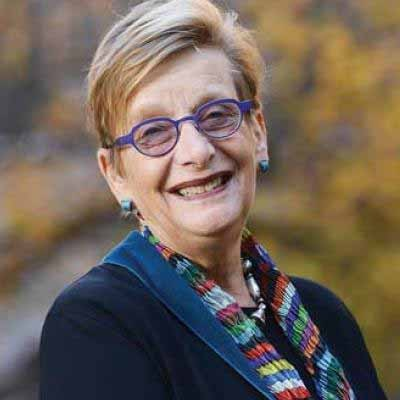
Marianne Hirsch

Marianne Hirsch (geboren 23. September 1949 in  Timișoara) ist eine rumänisch-US-amerikanische Literaturwissenschaftlerin.

## Leben
Marianne Hirschs Eltern waren während des Zweiten Weltkriegs der  Judenverfolgung in Czernowitz nach Timișoara entkommen.
Die Familie emigrierte 1962 aus Rumänien in die USA.
Hirsch studierte an der Brown University und wurde dort auch promoviert. Seitdem lehrte sie dreißig Jahre Komparatistik am Dartmouth College und war dort Mitgründerin des Women’s Studies Programms. Hirsch war Fellow der John Simon Guggenheim Memorial Foundation, sie erhielt Stipendien des American Council of Learned Societies (ACLS) und des National Humanities Center (NHC) und anderer Programme.
Hirsch wurde Professorin für Englisch und Komparatistik an der Columbia University und erhielt außerdem eine Professur im Institute for Research on Women, Gender, and Sexuality. Hirsch war Mitgründerin des Center for the Study of Social Difference an der Columbia University und deren Initiative „Women Creating Change“.
Hirsch wirkte in der Modern Language Association (MLA) mit und war dort auch für eine Zeit Präsidentin. Sie ist Mitglied der American Academy of Arts and Sciences.
Hirsch arbeitet seit 1992 zusammen mit ihrem Ehemann, dem Historiker Leo Spitzer, an einem Konzept der „Postmemory“, der Übertragung von Gedächtnisinhalten an weitere, lokal oder zeitlich entfernte Personen oder Gruppen.

## Schriften (Auswahl)
- The Generation of Postmemory: Writing and Visual Culture After the Holocaust. New York : Columbia University Press, 2012
- mit Nancy K. Miller (Hrsg.): Rites of Return: Diaspora, Poetics and the Politics of Memory. New York : Columbia University Press, 2011
- mit Leo Spitzer: Ghosts of Home: The Afterlife of Czernowitz in Jewish Memory. University of California Press, 2010
- (Mhrsg.): Grace Paley Writing the World. Oxford : Oxford Journals, Oxford University Press, 2009
- Erinnerungspunkte : Schoahfotografien in zeitgenössischen Erzählungen. In: Fotogeschichte, Jg. 25, H. 95 (2005), S. 29–44
- mit Irene Kacandes (Hrsg.): Teaching the Representation of the Holocaust. New York : Modern Language Assoc. of America, 2004
- (Mhrsg.): Time and the Literary. 2002
- (Mhrsg.): The Familial Gaze. Hanover (NH) : Dartmouth College, 1999
- Family Frames: Photography, Narrative, and Postmemory. Cambridge, Massachusetts : Harvard University Press, 1997
- mit Evelyn Fox Keller (Hrsg.): Conflicts in Feminism. New York : Routledge, 1990, ISBN 0-415-90177-4
- The Mother-Daughter Plot: Narrative, Psychoanalysis, Feminism. Bloomington : Indiana University Press, 1989
- Beyond the Single Vision : Henry James, Michel Butor, Uwe Johnson. Birmingham/Ala. : Summa Publ.,  1981